# 4380 Geyer
4380 Geyer è un asteroide della fascia principale. Scoperto nel 1988, presenta un'orbita caratterizzata da un semiasse maggiore pari a 3,0396829 UA e da un'eccentricità di 0,0638213, inclinata di 9,89012° rispetto all'eclittica.
Dal 10 aprile all'8 giugno 1990, quando 4433 Goldstone ricevette la denominazione ufficiale, è stato l'asteroide denominato con il più alto numero ordinale. Prima della sua denominazione, il primato era di4346 Whitney.
L'asteroide è dedicato all'astronomo statunitense Edward H. Geyer.